# Cuatro hermanos
Cuatro hermanos (en inglés: Four Brothers) es una película  estadounidense de 2005 dirigida por John Singleton y protagonizada por Mark Wahlberg, Tyrese Gibson, André Benjamin, Garrett Hedlund y Fionnula Flanagan. También cuenta con las actuaciones de Sofía Vergara, Josh Charles, Chiwetel Ejiofor y Terrence Howard.

## Sinopsis
Los Cuatro hermanos Mercer son unos tipos duros que han crecido en la calle. Dos blancos, el impulsivo Bobby (Mark Wahlberg) y el roquero y "pequeño" Jack (Garrett Hedlund), y dos negros, el seductor Angel (Tyrese Gibson) y el padre de familia y hombre de negocios Jeremiah (André Benjamin). 
Pero eso no es importante para ellos porque sus lazos familiares, más allá de la sangre, son muy fuertes y se reconocen como hermanos. Cuando su madre adoptiva, Evelyn, que los sacó de la calle y los cuidó, es asesinada durante un robo a una tienda, los hermanos vuelven a reunirse durante su funeral en Detroit. Decididos a buscar venganza, se lanzan a investigar su muerte y se dan cuenta de que ella fue asesinada premeditadamente por asesinos profesionales. Mientras se ponen en la pista del asesino descubren que sus antiguos métodos de "trabajo", les pueden servir pues se enfrentan a un caso de corrupción grave que alcanza al ambiente policial.

## Argumento
La muerte, aparentemente al azar, de su madre adoptiva en una tienda de conveniencia hace que cuatro hermanos regresen a Detroit, Michigan para vengar su muerte.
Después del funeral, los cuatro hermanos (Bobby, Jeremiah, Angel y Jack) se proponen vengar la muerte de su madre, aun cuando el Teniente Green, amigo de la infancia, les advierte que no lo hagan y que dejen a la policía hacer su trabajo.
Originalmente con la impresión de que el crimen fue un simple robo que salió mal, los hermanos pronto descubren que el robo a la tienda fue solo una cubierta para lo que en realidad fue una ejecución. Después de esta revelación Bobby, Angel y Jack consiguen rastrear a los responsables gracias al supuesto "testigo", el cual fue contratado por los asesinos. El testigo reveló el paradero de los asesinos después de caer de un edificio y lastimarse gravemente la pierna. Los hermanos encuentran a los asesinos a sueldo en un bar, lo que deriva en una intensa persecución automovilística. Los asesinos son, eventualmente, arrinconados y al rehusarse a hablar son ejecutados por Bobby y Angel.
Al día siguiente, el teniente Green y el detective Fowler confrontan a los hermanos acerca de los asesinatos. Fowler pierde la calma y le reclama a Bobby que encontraron uno de sus cabellos en el cuerpo de las víctimas, a lo que Bobby responde "es el truco más viejo que existe", sabiendo que era una mentira. El teniente Green les da otra advertencia: "Si siguen tocando lo suficiente a la puerta del diablo, alguien les va a contestar".
Más tarde esa semana, Angel se entera de que Jeremiah es el beneficiario del seguro de vida de su madre y que su compañía constructora está cerca de la bancarrota, cosas que había "olvidado" mencionar en conversaciones anteriores. Después de una investigación hecha por los hermanos, Angel cree que los proyectos de construcción de Jeremiah fueron cancelados por la ciudad después de descubrir que estaba relacionado con un jefe de la mafia. Después de informar sobre esto a Jack y a Bobby, éstos confrontan al concejal de la ciudad Douglas para conocer el nombre del jefe de la mafia, Victor Sweet. Los peores miedos de Angel, Bobby y Jack se vuelven realidad, al ser testigos de como Jeremiah le paga a uno de los hombres de Sweet en una bolera con el dinero del seguro de vida de su madre
Después de enfrentar a Jeremiah, de una manera bastante violenta, los hermanos reciben una versión distinta de los hechos. Jeremiah les informa entonces que su empresa de construcción fallaba precisamente porque él no se hacía el complicado con Victor Sweet, y que para que un proyecto tenga éxito él tuvo que pagarle a la gente correcta y que él al principio falló en hacerlo así. En su esfuerzo para restaurar su negocio y relevar la presión, trató de pagarle al cómplice de Sweet. En cuanto al seguro de vida, Jeremiah explica que el dinero le fue enviado directamente a él porque pagó las cuentas de su madre, mientras sus otros hermanos no estuvieron presentes.
Durante la confrontación con Jeremiah, alguien llamó a la puerta. Cuando Jack va a abrirla, le tiran una bola de nieve en la cara, gritándole una obscenidad con respecto a su madre. Jack se disgusta tanto que sale a correr al delincuente. De repente éste gira y revelando una cara enmascarada, dispara una bala en el pecho derecho de Jack. Bobby nota la ausencia de Jack, y, precipitándose a la puerta de calle, ve llegar una furgoneta de la cual surge un grupo de pistoleros enmascarados. Antes de que Bobby puede alcanzar a Jack, este último recibe cuatro disparos más en las piernas y queda tendido en la nieve pidiendo auxilio. Los muchachos Mercer logran someter a sus atacantes pero lamentablemente llegan demasiado tarde y deben mirar como Jack muere en los brazos de su hermano Bobby. Casi tullido por la rabia y la pena, Bobby encuentra a uno de los sicarios todavía vivo en la furgoneta. Éste le dice que Victor Sweet era el que se encontraba detrás del ataque sorpresa.
Cuando el Teniente Green llega al lugar, les informa que su madre tenía unas semanas antes archivó un informe principal de policía en cuanto a Victor Sweet y su participación en los asuntos de Jeremiah, y aquel informe fue pasado a Victor Sweet, esto confirma en los hermanos que Sweet es el actor intelectual de la muerte de su madre y su hermano menor Jack. El teniente Green también les dice que no deben preocuparse, ya que les asegura el hecho quedará catalogado como "Defensa Propia". También les dice que recientemente se dio cuenta de que el Detective Fowler era la rata y el responsable de tomar el informe de su madre y pasarlo a Sweet. A pesar de confesar esto, Green les advierte que Fowler es asunto suyo y que no se interpongan ya que luego trabajarán en conjunto para hacer caer a Sweet. Después del enfrentar Fowler en un bar, Fowler le dispara a Green y lo mata. Luego llama al cuerpo de  policía alegando que a Green le dispararon y lo mataron en la calle mientras estaba con él.
Realmente solos, los tres hermanos inventan un plan para sobornar a Victor Sweet con 400,000 dólares del seguro de vida de su madre. La primera fase del plan era ponerse en contacto con Evan (quien era la conexión entre Sweet y Jeremiah), y hacer que Sweet esté de acuerdo en aceptar el dinero. Una vez que Sweet acepta, manda a su hombre a buscar a Jeremiah. Al mismo tiempo que Evan llega, Angel llega a la casa de Fowler, lo enfrenta y le coloca una bolsa de plástico en la cabeza, diciéndole que tiene cuatro minutos de vida. En ese momento llama por teléfono a Bobby que ya está todo listo.
Mientras esto ocurre, la novia de Angel, Sofi, va a la estación de policía, donde dice a la policía que su novio tiene planeado matar a un policía. La policía se dirige a  de la casa Fowler con todos sus recursos. Antes de que los cuatro minutos acaben, Fowler rasga la bolsa en su cabeza. Angel le apunta a la cabeza con un arma, a lo que Fowler admite que él mató al Teniente Green, pero a pesar de eso, nadie le creería a un criminal como Angel. Oyendo las sirenas en la distancia, Fowler piensa que la policía viene a ayudarlo a él y no a Angel, a lo que Angel, mostrando un cable dentro de su chaqueta, indica que la conversación ha sido grabada y le muestra una furgoneta estacionada en la calle. Cuando stán saliendo Fowler ataca a Angel y le quita el arma, utilizando a Angel como escudo humano y rehén. En este punto podemos ver que la furgoneta era una treta de Angel al igual que la grabación. Sólo fue para demostrar que Fowler era corrupto. Fowler abre fuego contra la policía, por lo que ésta responde y l dispara provocándole la muerte.
Jeremiah debía encontrarse con Sweet sobre un lago congelado. Una vez que Victor Sweet llega, abre la bolsa con dinero y habla de "negocios" con Jeremiah. Lo que no sabe es que Jeremiah ha hecho un trato con los hombres de Sweet previamente, ofreciéndoles repartir esos 400.000 dólares entre ellos, ya que se lo merecían por haber sido tratados como perros. Cuando Sweet pregunta quien será capaz de desafiarlo en una lucha necesaria. A lo lejos puede verse a Bobby acercándose. Bobby y Sweet tienen una pelea, en el curso de la cual Bobby derrota Sweet, dejándolo inconsciente. Los ex hombres de Sweet, ahora de Evan, lo toman y lo arrojan a su suerte a un agujero hecho en el lago de congelado.
Los tres hermanos, ahora en la custodia de policía, son violentados en una tentativa de hacerlos confesar al asesinato de Victor Sweet. Los hermanos finalmente son liberados, y empiezan con el arduo trabajo de reparar la casa de su madre, que ha sido terriblemente dañada por el tiroteo que tomó la vida de Jack. Angel está con su novia, mientras Jerry entra a la casa con su familia. Bobby queda sólo en la vereda, y mientras va caminando para entrar a la casa, ve a su madre tejiendo en la entrada. Ella le dice que es agradable verlo allí y le pregunta si esta vez se quedará más tiempo. Bobby se ríe y dice que está pensando en ello, a lo que ella se ríe y la escena entonces se termina mientras observamos el paisaje de Detroit desde esa calle con niños jugando al hockey.

## Elenco
| Personaje        | Actor                |
| ---------------- | -------------------- |
| Bobby Mercer     | Mark Wahlberg        |
| Angel Mercer     | Tyrese Gibson        |
| Jeremiah Mercer  | André Benjamin       |
| Jack Mercer      | Garrett Hedlund      |
| Lt. Green        | Terrence Howard      |
| Detective Fowler | Josh Charles         |
| Sofi             | Sofía Vergara        |
| Evelyn Mercer    | Fionnula Flanagan    |
| Victor Sweet     | Chiwetel Ejiofor     |
| Camille Mercer   | Taraji P. Henson     |
| Concejal Douglas | Barry Shabaka Henley |

## Los hermanos Mercer
Robert "Bobby" Mercer , interpretado por Mark Wahlberg, es el mayor y el más volátil de los hermanos Mercer, a menudo está empezando peleas por el más pequeño de los insultos. Obstinado a más no poder, Bobby posee un carácter fuerte y hace mucho tiempo ha sido endurecido por una niñez turbulenta y numerosos términos de cárcel. Lo conocían como Michigan Mauler durante sus días de hockey sobre hielo y fue expulsado en más de 70 juegos por ser demasiado violento con los demás jugadores. Su lealtad esta en un solo lugar: su familia.
Jeremiah "Jerry" Mercer , interpretado por André Benjamin, es el segundo y el más racional de los hermanos. Él es muy equilibrado y sensible aún en la mayor parte de tentativa de situaciones. Él está casado con una joven llamada Camille y tiene dos hijas , Daniela y Amelia. Jerry posee su propia empresa de construcción y es conocido en todas partes de la vecindad como un hombre de negocios bueno, trabajador. 
Angel Mercer, interpretado por Tyrese Gibson , es el tercero de los hermanos, y el casanova. A menudo es llamado chico lindo por la gente a su alrededor debido a su necesidad constante de impresionar a los miembros del sexo de opuesto. Angel se unió a la Infantería de Marina de los Estados Unidos al salir del instituto y sus hermanos a menudo se burlan de él, preguntando cómo un casanova como él alguna vez lo hizo durante cuatro años de no tener poco a ningún contacto con mujeres.
Jack "Jackie" Mercer , interpretado por Garrett Hedlund, es el más joven y el más emocional de los cuatro hermanos. Tranquilo y sensible, Jack es la parte opuesta de sus hermanos mayores. Es hecho bastante claro que Jack había experimentado una niñez muy traumática antes de que fuera adoptado por Evelyn Mercer. La discusión y los gritos lo hacen sentirse incómodo y Jack a menudo mira a sus hermanos para tranqulizarse. A pesar del carácter corto de Bobby, él parece ser bastante cauteloso alrededor de su hermano más joven y es el más cercano de los hermanos a Jack, tomando una posición casi parecida a un guarda en su vida. Apenas tiene edad para beber, Jack es tratado como el bebé de la familia y a menudo se frustra en las naturalezas protectoras de sus más viejos hermanos. Sus hermanos a menudo se lo refererían a como "Jackie" " o "Craker Jack ". Es asesinado por los secuaces de Víctor Sweet